# Solfeo
El solfeo es un método de entrenamiento musical utilizado para enseñar entonación con la voz durante la lectura de una partitura. También busca entrenar la lectura veloz de la partitura.
Consiste en entonar mientras se recitan los nombres de las notas de la melodía, respetando las duraciones (valores rítmicos) de las notas, la indicación metronómica (tempo), y omitiendo nombrar cualquier alteración, con el fin de preservar el ritmo, mientras se marca con una mano el compás.
El objetivo del estudio del solfeo es permitir al músico determinar mentalmente la altura de las notas en una pieza musical que esté leyendo por primera vez, y ser capaz de cantarlo. También permite mejorar el reconocimiento auditivo de los intervalos musicales (quintas justas, terceras mayores, sextas menores, etc.) y desarrollar una mejor comprensión de la teoría musical. 
Existen dos métodos de solfeo aplicado: do fijo, en el cual los nombres de las notas musicales siempre corresponden a la misma altura, y do movible, en el que los nombres de las notas se asignan a diferentes alturas según el contexto (estrofas).

## Etimología
El solfège francés y el solfeggieto italiano se derivan de los nombres de dos de las notas utilizadas: sol y fa.
La palabra «solmisación» deriva del latín medieval solmisatiō, y en última instancia de los nombres de las sílabas sol y mi. La solmisación es frecuentemente usada como sinónimo de solfeo, pero es técnicamente un término más genérico; es decir, el solfeo es un tipo de solmisación —no obstante, es casi universal en Europa y América.